# Torre d'Amargós
|  | Aquest article tracta sobre l'edifici militar. Si cerqueu el municipi pallarès, vegeu «la Torre d'Amargós». |

La Torre d'Amargós era una fortificació medieval al bell mig del poble de la Torre d'Amargós, pertanyent al terme municipal de Sant Esteve de la Sarga (Pallars Jussà). És una torre circular, d'uns 4 m d'alçada (conservats), nogensmenys el 1845 Pascual Madoz l'esmenta en el seu Diccionario geográfico..., i diu que se'n conserva la meitat. Si es pren de referència l'alçada de la torre d'Alsamora, es pot calcular que en aquell moment se'n conservaven al voltant de 10 o 12 metres, almenys.

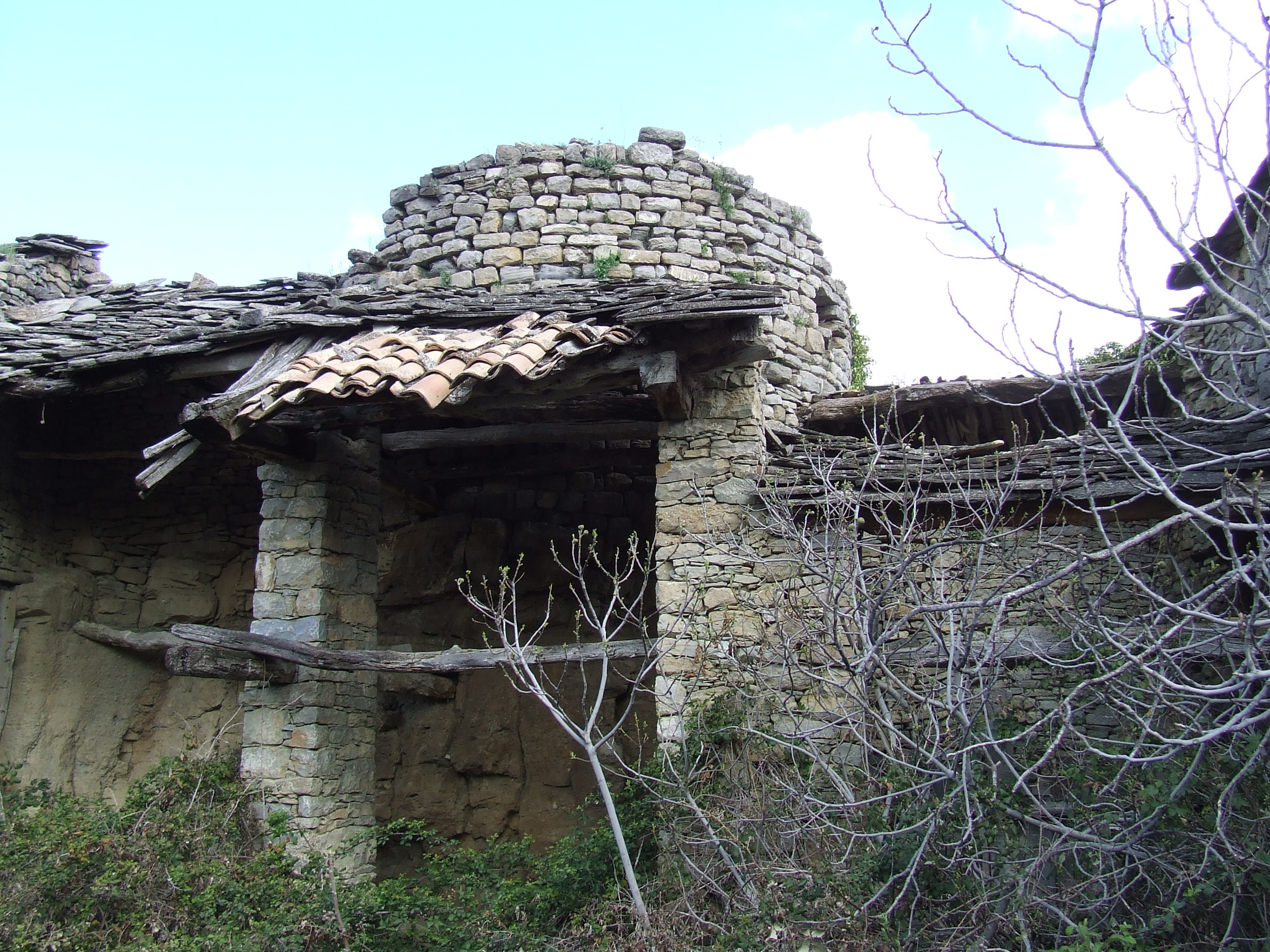
La torre medieval

Els seus fonaments són la roca viva, i una esplanada al seu nord-oest fa pensar en l'existència d'un castell o d'una casa forta. El seu diàmetre exterior és de 5,3 m., i és feta de carreus allargats escairats, disposats horitzontalment en filades regulars. L'aparell mostra una obra del segle xi.
Aquest edifici devia constituir un punt d'enllaç entre els diferents castells de la regió, principalment Castellnou de Montsec o Girbeta, per exemple. No hi ha gaire documentació, però la torre formava part el 1099 del sistema defensiu de Castellnou de Montsec, donat per Pere Ramon I de Pallars Jussà a Santa Maria de Mur.